# Syntormon submonilis
Syntormon submonilis är en tvåvingeart som beskrevs av Negrobov 1975. Syntormon submonilis ingår i släktet Syntormon och familjen styltflugor. Inga underarter finns listade i Catalogue of Life.